# 洛恩乡
洛恩乡，是中华人民共和国云南省红河哈尼族彝族自治州红河县下辖的一个乡镇级行政单位。

## 行政区划
洛恩乡下辖以下地区：
洛恩村、多脚村、茨农村、娘宗村、草果村、拉博村、普咪村和哈龙村。

## 中国传统村落
2013年8月，朋洛村被评为第二批中国传统村落。